# یوکی شیباگاکی
یوکی شیباگاکی (ژاپنی: [] Error: {{Lang}}: فاقد متن (راهنما)؛ زادهٔ ۶ مهٔ ۱۹۸۷) یک بازیکن فوتبال اهل ژاپن است.
از باشگاه‌هایی که در آن بازی کرده‌است می‌توان به باشگاه فوتبال ویسل کوبه اشاره کرد.